# Upplands runinskrifter 378
Upplands runinskrifter 378 är en runsten i Åsby, Vidbo socken i Sigtuna kommun.
Runstenen undersöktes och avbildades av Johannes Bureus 1627. Under 1600-talets slut antecknas dock att runstenen blivit sönderslagen i tre delar. De olika delarna passade väl ihop med varandra och därför var själva inskriften bevarad. Under 1860- och 1870-tal antecknades att en del av runstenen användes som trappa till ett stall och en annan del uppgavs vara inmurad i ett källartak på en intilliggande gård. Runstenens fotstycke var under 1940-talet fortfarande en del av källarens takhäll.

## Inskriften
Translitterering av runraden:
× suain × ok × ihy[lfastr × þaiʀ × stain × ritu × ok × bro kiarþu × eft-r × ihul × faþur × sin · ok ·] aselfi ' muþur sina
Normalisering till runsvenska:
Svæinn ok Igulfastr þæiʀ stæin rettu ok bro gærðu æft[i]ʀ Igul, faður sinn, ok Asælfi, moður sina.
Översättning till nusvenska:
Sven och Igulfast de reste stenen och gjorde bron efter Igul, sin fader, och Åsälv, sin moder.

## Ornamentik
Runslingan tillhör Anne-Sofie Gräslunds typologiska indelning Pr4, vilket ger stenen en relativ datering till åren 1070-1100.

## Ristare
Runstenen är osignerad men det är sannolikt att den är ristad av samma person som ristat U 376 vid Vidbo kyrka. I så fall är runristarens namn Sten eller Sven.